# Jelisaweta Klutschewskaja
Jelisaweta Klutschewskaja (* 12. Februar 1924 in Moskau; † 12. November 2000 in Berlin) war eine russische Malerin.

## Leben und Werk
Jelisaweta (auch Elisabeth) Klutschewskaja wuchs in einer gutbürgerlichen Moskauer Familie auf, zu deren Vorfahren Angehörige des französischen und des russischen Militäradels gehörten. 1928 verließ ihre Mutter mit ihr Moskau und ging zu Verwandten nach Köln und dann nach Frankreich. In Nizza besuchte Jelisaweta Klutschewskaja eine Internatsschule, ehe sie auf ein Berliner Gymnasium kam.
Als sie sich mit 100 Interessenten für ein Studium an der Berliner Hochschule der Künste bewarb, wurde sie 1942 mit weiteren vier angenommen und studierte dann bis 1944. Um ihr Studium zu finanzieren, fertigte sie technische Zeichnungen für militärische Zwecke. Als sie dabei bewusst Fehler einarbeitete, wurde sie 1944 als „Ostarbeiterin“ auf ein Bauerngut in Oberschlesien abkommandiert. Dort betätigte sie sich in ihrer Freizeit als Malerin und schuf u. a. Porträts der Gutsangehörigen und von Nachbarn.
Nach Ende des Zweiten Weltkriegs arbeitete Jelisaweta Klutschewskaja als Zeichnerin und Journalistin für Ost-Berliner Zeitungen. Sie war Auslandskorrespondentin der DDR-Auslandsillustrierten Freie Welt, wo sie unter anderem mit dem Fotografen Wolfgang G. Schröter zusammenarbeitete, und von Junge Welt und Bildende Kunst. 1957 ging sie zurück nach Moskau. Danach pendelte sie ständig zwischen Moskau und Berlin.
Als Mitglied des Verbands Bildender Künstler der DDR arbeitete sie als freiberufliche Malerin, insbesondere Aquarellistin, u. a. als Kinderbuch-Illustratorin. Als Auftragswerke entwarf sie in der DDR auch politische Plakate.
Jelisaweta Klutschewskaja starb auf einem Flug von Moskau nach Berlin.
Bilder Jelisaweta Klutschewskajas befinden sich u. a. in der Kunsthalle Rostock.

## Bildliche Darstellung Jelisaweta Klutschewskajas
- Wolfgang G. Schröter: Portrait einer Dolmetscherin (Fotografie, 1958)[3]

## Werke (Auswahl)

### Aquarelle (Auswahl)
- Petrowski Boulevard (Aquarell, 45,5 × 55 cm)[4]

### Buchillustrationen (Auswahl)
- Goldene Hände. Der Kinderbuchverlag, Berlin, 1955

- Nikolai Nossow: Die Bienenfalle. Der Kinderbuchverlag, Berlin, 1957 (Robinsons billige Bücher 22)

- Holdine Stachel: Wenn Bälle fliegen und andere Dinge. Der Kinderbuchverlag, Berlin, 1954

## Ausstellungen
- 1947: Berlin, Maison de France

- 1971: Berlin, Pavillon des Berliner Verlags am Bahnhof Friedrichstraße (Pastelle)

- 1978: Berlin, Zentrales Haus der DSF („Drei Moskauer Malerinnen aus drei Generationen. Alexandra Korsakowa, Lisa Klutschewskaja, Tatjana Nasarenko“)

- 1986: Berlin, Majakowski-Galerie („Alexandra Korsakowa, Elisabeth Klutschewskaja. Zwei Moskauer Malerinnen. Bilder – Aquarelle – Zeichnungen“)

- 1998: Berlin, Dom

- 2018: Rostock, Kunsthalle Rostock („Großstadtimpressionen“)[5]